# 토끼와 거북이 (영화)
토끼와 거북이(The Tortoise And The Hare)는 미국에서 제작된 윌프레드 잭슨 감독의 1935년 애니메이션 영화이다. 월트 디즈니가 제작에 참여하였다.